# Systém řízení požadavků
Systém řízení požadavků, případně také Systém sledování problémů je "tiketovací" informační systém pro návrhy na vylepšení a požadavky nových funkcí aplikačního softwaru, obecně pro řízení seznamu jakýchkoli problémů. 
Podobné aplikace se používají ke sledování hlášených softwarových chyb (bug tracking system). Systémy pro sledování problémů se obecně používají v prostředích pro spolupráci, ale mohou je také využívat jednotlivci jako součást režimu řízení času nebo osobní produktivity. Ve firemním prostředí se systémy pro sledování problémů běžně používají v call centru zákaznické podpory organizace k vytváření, aktualizaci a řešení hlášených problémů zákazníků nebo dokonce problémů hlášených ostatními zaměstnanci dané organizace. 
Problémový tiket by měl vždy obsahovat podstatné informace o uživatelském účtu a zjištěném problému.
Tiketovací systém provozovaný jako součást centra služeb často také obsahuje informace o zákaznících, způsoby řešení běžných problémů a další podobná data.